# هوت ماتسياترا
هوت ماتسیاترا (بالفرنسية: Haute Matsiatra)‏ هي منطقة في مدغشقر. تحدها منطقة أمورونئي مانیا من الشمال، واتوواوي-فیتوویناني من الشرق، إيهورومبي من الجنوب وأتسیمو-أتسینانانا من الغرب. عاصمة المنطقة هي فيانارانتسوا، ويُقَدَّر عدد سكانها بـ1.131.700 نسمة في عام 2014. وتبلغ مساحة المنطقة 21.080 كيلومتر مربع (8139 ميلًا مربعًا).

## التقسيمات الإدارية
تنقسم منطقة هوت ماتسياترا إلى سبع مقاطعات، تنقسم إلى 76 بلدية.
- Ambalavao District
- Ambohimahasoa District
- Fianarantsoa District
- Ikalamavony District
- Isandra District
- Lalangina District
- Vohibato District